# Cherechiu
Cherechiu ou Kiskereki en hongrois, est une commune roumaine du județ de Bihor, en Transylvanie, dans la région historique de la Crișana et dans la région de développement du Nord-Ouest.

## Géographie
La commune de Cherechiu est située dans le nord du județ, dans la plaine du Ier, à 6 km au ord de Săcueni et à 47 km au nord d'Oradea, le chef-lieu du județ.
La municipalité est composée des trois villages suivants, nom hongrois, (population en 2002) :
- Cherechiu, Kiskereki (787), siège de la commune ;
- Chereșeu, Érkeserü (1 080) ;
- Târgușor, Asszonyvásárá (616).

## Histoire
La première mention écrite du village de Cherechiu date de 1214 sous le nom de Kerecu. Le village de Târgușor apparaît dès 1203 sous le nom de Foro Reginae, il abrite au Moyen Âge une foire dépendant directement des rois de Hongrie. Le village de Cheșereu est cité en 1215 sous le nom de Quesereu.
La commune, qui appartenait au royaume de Hongrie, en a donc suivi l'histoire.
Après le compromis de 1867 entre Autrichiens et Hongrois de l'empire d'Autriche, la principauté de Transylvanie disparaît et, en 1876, le royaume de Hongrie est partagé en comitats. Les villages de Cherechiu et Târgușor intègrent le comitat de Bihar (Bihar vármegye) tandis que Cheșereu appartient au comitat de Szilágy.
À la fin de la Première Guerre mondiale, l'Empire austro-hongrois disparaît et la commune rejoint la Grande Roumanie au traité de Trianon.
En 1940, à la suite du deuxième arbitrage de Vienne, elle est annexée par la Hongrie jusqu'en 1944. Elle réintègre la Roumanie après la Seconde Guerre mondiale au traité de Paris en 1947.
Ce n'est qu'en 1968 que la commune prend sa forme actuelle. Jusque-là, les villages de Cherechiu et Târgușor appartenaient au raion de Săcueni, dans la région d'Oradea (appelée Crișana) alors que le village de Cheșereu faisait partie du raion de Valea lui Mihai, dans la région de Baia Mare (appelée Maramureș).

## Politique
| Période                                  | Période  | Identité       | Étiquette | Qualité |
| ---------------------------------------- | -------- | -------------- | --------- | ------- |
| Les données manquantes sont à compléter. |          |                |           |         |
| 2008                                     | En cours | Alexandru Niri | UDMR      |         |

| Parti | Parti                                           | Sièges |
| ----- | ----------------------------------------------- | ------ |
|       | Union démocrate magyare de Roumanie (UDMR)      | 9      |
|       | Parti populaire hongrois de Transylvanie (PPMT) | 2      |

## Démographie
En 1910, à l'époque austro-hongroise, la commune comptait 3 660 Hongrois (99,32 %) et deux Roumains (0,05 %).
En 1930, on dénombrait 3 599 Hongrois (93,26 %), 167 Roumains (4,32 %), 66 Tsiganes (1,71 %) et 21 Juifs (0,54 %).
En 1956, après la Seconde Guerre mondiale, 3 851 Hongrois (97,10 %) côtoyaient 111 Roumains (2,80 %).
En 2002, la commune comptait 2 035 Hongrois (81,95 %), 401 Roms (16,14 %) et 46 Roumains (1,85 %). On comptait à cette date 855 ménages et 770 logements.
En 2002, la composition religieuse de la commune était la suivante, 75,75 % de la population déclare appartenir à la l'Église réformée de Roumanie, 19,85 % à l'Église catholique, 1,57 % à l'Église orthodoxe roumaine, 0,92 % à l'Église grecque-catholique roumaine et 0,88 % à l'Église baptiste.

## Économie
L'économie de la commune repose sur l'agriculture et l'élevage.

## Communications

### Routes
Cherechiu est située à proximité de la route nationale DN19 (Route européenne 671) Oradea-Satu Mare.

## Lieux et monuments
- Cherechiu, église catholique romaine
- Târgușor, église réformée